# Hieronim Nakwaski
Hieronim Nakwaski herbu Prus II – wojski ciechanowski w 1538/1539 roku.
Poseł na sejm krakowski 1538/1539 roku z województwa płockiego.